# Wolga (Gemeinde Sankt Ruprecht)
Wolga ist eine Rotte in der Marktgemeinde Sankt Ruprecht an der Raab im Bezirk Weiz in der Steiermark.

## Geografie
Die zur Ortschaft Neudorf bei Sankt Ruprecht an der Raab gehörende Rotte liegt östlich auf einer Anhöhe oberhalb von Unterfladnitz, von wo der Ort auch leicht zu erreichen ist, in einer nach Südwesten exponierten Lage. Nördlich dahinter befindet sich eine teilweise bewaldete, 505 m ü. A. hohe Kuppe.

## Geschichte
In den Fluren um Wolga sind slawische Siedlungsreste nachweisbar. Auch der Ortsname deutet auf slawische Erstbesiedelung hin. Der Franziszeische Kataster von 1822 zeigt den Ort mit mehreren bäuerlichen Anwesen.